# Будберг, Фёдор Васильевич
 Фёдор Васильевич барон Будберг  (нем. Theodor Otto Freiherr von Budberg-Bönninghausen; 1779—1840) — участник Русско-турецкой войны и Отечественной войны 1812 года.

## Биография
Родился 29 марта (9 апреля) 1779 года в родовом имении в Видрише: отец барон Людвиг-Отто фон Будберг (1729—1789), мать — Елизавета-София фон Лёвенштерн (1748—1811).
В службе с 1793 года в лейб-гвардии Семёновском полку малолетним фурьером. В 1795 году произведён в каптенармусы, а в 1796 году в сержанты. С 27 ноября 1796 года — кавалергардом.
При расформировании кавалергардских эскадронов поступил в Рижский кирасирский полк эст-юнкером; в 1798 году произведен в корнеты и в том же году переведен в Тверской драгунский полк, где в 1799 году произведён в поручики.
В 1805 году участвовал в походе в Австрию. В 1806 году назначен адъютантом к генералу от кавалерии Мейендорфу.
С 1 декабря 1806 по 1 мая 1807 года Будберг участвовал в Турецкой войне, при осаде крепости Измаил и в жестоком сражении около Тульчи, в которой получил сильную контузию. Во второй половине 1807 года был переведён в Сумский гусарский полк, через два года произведён в штабс-ротмистры и в конце того же 1809 года — в ротмистры.
Во время Отечественной войны с французами барон Будберг во главе своего эскадрона участвовал в сражениях: под Витебском, за отличие в котором был награждён Золотой саблей с надписью: «За храбрость», под Смоленском, при Вязьме (17 августа). В Бородинском сражении за проявленную в сражении храбрость он был награждён орденом Св. Владимира 4-й степени с бантом. Затем, участвовал в прикрытии армии при её отступлении к Москве, в стычках при Красной и Пахре 17 сентября, и через три дня — у деревни Вороново. Бился с французами в сражениях при Боровске и под Красным.
В походе 1813 года он постоянно он находился в боях и 2 июня «за отличие» был переведён в Лейб-Гвардии Уланский полк. За отличие в сражении под Кульмом, он был награждён орденом Св. Анны 2-й степени. За мужество и отвагу, проявленную в «битве народов» под Лейпцигом он был награждён алмазными знаками ордена Св. Анны 2-й степени. За отличия в сражении при Фер-Шампенуазе и в штурме Парижа он получил ордена Св. Владимира 3-й степени и прусский Pour le merite.
В 1815 году он снова участвовал в походе русских войск во Францию в качестве адъютанта генерал-лейтенанта графа Петра Петровича Палена. После возвращения в Россию, по «прошению», 9 февраля 1816 года полковник Фёдор Васильевич Будберг был уволен от службы «за ранами с мундиром» и 5 марта женился на Елене Андреевне фон Будберг.
Умер 31 августа (12 сентября) 1840 года в Риге.

## Семья
Жена (с 05.03.1816) — Елена Андреевна фон Будберг (Хелена Юлиана; 1787—04.06.1856), дочь Андрея Яковлевича Будберга. Их дети:
- Андрей Фёдорович (Andreas Ludwig Carl Theodor; 1817—1881) — известный дипломат, русский посол в Берлине, Вене и Париже
- Марта Фёдоровна (Martha Helena Eugenia; 10.1.1818—9.12.1862), с 01.02.1842 г. замужем за историком Александром Рихтером
- Карл (Осип?) Фёдорович (Carl Joseph Theodor; 17.02.1820—21.08.1864)
- Готгард Фёдорович (Gotthard Alexander; 10.02.1825—06.03.1899) — генерал-лейтенант.

## Награды
Российские награды:
- Золотая сабля с надписью «За храбрость» (1812)
- Орден Святого Владимира 4-й степени с бантом (1812)
- Орден Святой Анны 2-й степени (1813)
- Орден Святой Анны 2-й степени с алмазами (1813)
- Орден Святого Владимира 3-й степени (1814)
- Медаль «В память Отечественной войны 1812 г.» на Андреевской ленте
- Медаль «За взятие Парижа»

Иностранные награды:
- прусский Орден Pour le Mérite («За заслуги») (за штурм Парижа, 1814)